# Podoribates pratensis
Podoribates pratensis är en kvalsterart som först beskrevs av Banks 1895.  Podoribates pratensis ingår i släktet Podoribates och familjen Mochlozetidae. Inga underarter finns listade i Catalogue of Life.